# Oulimnius jaechi
Oulimnius jaechi là một loài bọ cánh cứng trong họ Elmidae. Loài này được Hernando, Ribera & Aguilera miêu tả khoa học năm 1998.